# Maria Korcz
Maria Korcz – polska matematyk, doktor habilitowana nauk matematycznych. Specjalizuje się w dydaktyce matematyki. Profesor nadzwyczajny na Wydziale Matematyki i Informatyki Uniwersytetu im. Adama Mickiewicza w Poznaniu, gdzie pracuje jako kierownik w Zakładzie Dydaktyki Matematyki. 
Artykuły publikowała w takich czasopismach jak m.in. „Problemy Dydaktyczne Matematyki”. Pracuje także jako profesor nadzwyczajna w Wielkopolskiej Wyższej Szkole Społeczno-Ekonomicznej w Środzie Wielkopolskiej. Była członkiem rozwiązanej w grudniu 2005 roku Komisji Dydaktyki Matematyki Polskiego Towarzystwa Matematycznego.